# پیاده‌روی سرعت
پیاده‌روی سرعت (به انگلیسی: Racewalking) مجموعه‌ای از رشته‌های ورزش دو و میدانی در مسافت‌های طولانی است که در جاده یا پیست برگزار می‌شود.
در بازی‌های المپیک، دو بخش ۲۰ کیلومتر (مردان و زنان) و ۵۰ کیلومتر (مردان) برگزار می‌شود.

## بازی‌های المپیک
در المپیک، مسابقات ۵۰ کیلومتر پیاده‌روی اولین بار در بازی‌های المپیک ۱۹۳۲ لس‌آنجلس و مسابقات ۲۰ کیلومتر پیاده‌روی اولین بار در المپیک ۱۹۵۶ ملبورن برگزار شده‌است.

## مسابقات جهانی
هم‌اکنون پیاده‌روی سرعت در مسابقات جهانی دو و میدانی، همانند بازی‌های المپیک، در دو بخش ۲۰ و ۵۰ کیلومتر از سال ۱۹۸۳ تاکنون برگزار می‌شود. همچنین جام جهانی پیاده‌روی سرعت از سال ۱۹۶۱ تاکنون توسط اتحادیه بین‌المللی فدراسیون‌های دو و میدانی در بخش انفرادی و تیمیِ بزرگسالان و جوانان (مردان و زنان) برگزار می‌شود.

## نگارخانه

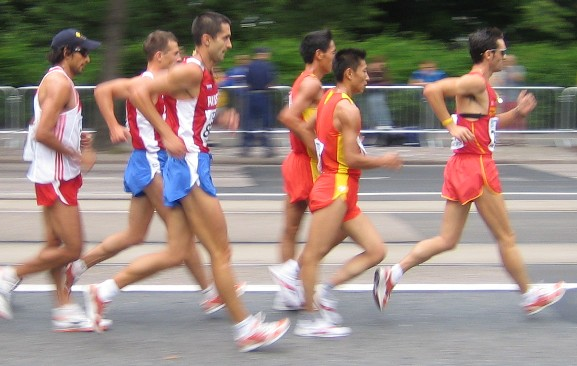
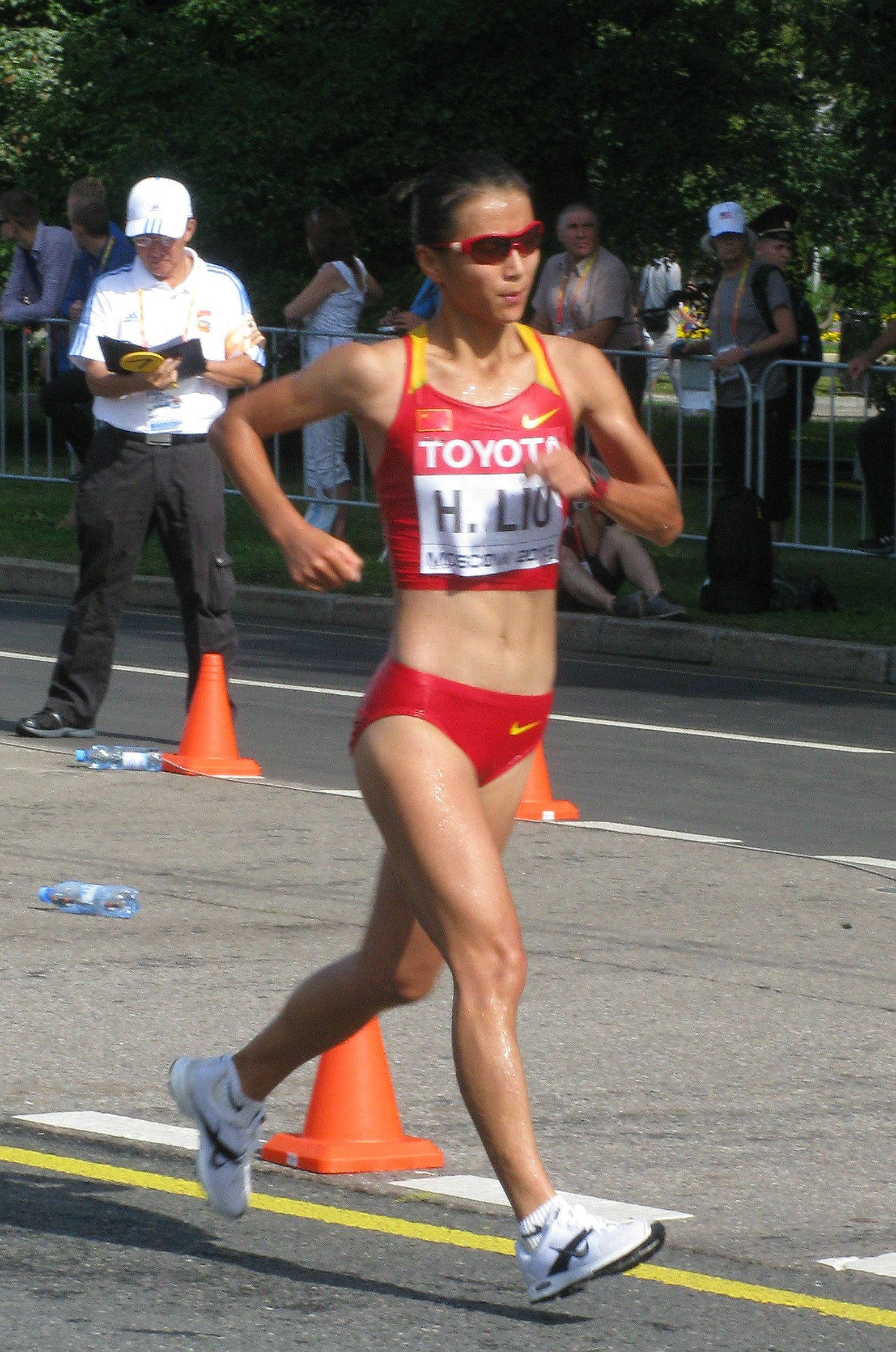